# Wholdaia Lake
Der Wholdaia Lake ist ein etwa 558 km² großer See im Südosten der Nordwest-Territorien in Kanada.

## Lage
Der 364 m hoch gelegene Wholdaia Lake befindet sich 190 km nordöstlich vom östlichen Seeende des Athabascasees. Dort befinden sich mit Fond-du-Lac, Stony Rapids und Black Lake die nächstgelegenen Orte. Der stark gegliederte See besitzt eine Länge von 85 km. Der See wird vom Dubawnt River durchflossen. Dieser mündet vom nordwestlich benachbarten Anaunethad Lake kommend in den Wholdaia Lake und verlässt diesen an dessen nordöstlichen Seeende. Der Wholdaia Lake wird von den südlich gelegenen Seen Flett Lake und Rowley Lake sowie dem östlich gelegenen Lone Lake gespeist. Der nördlich benachbarte Allen Lake ist über eine Schmalstelle mit dem Dubawnt River direkt unterhalb dessen Ausflusses aus dem Wholdaia Lake verbunden.
Zum südlich gelegenen Selwyn Lake besteht eine Portage-Verbindung.